# Међународна година биодиверзитета
Међународна година биодиверзитета (енгл. International Year of Biodiversity - IYB)) је била једногодишња прослава биолошке разноврсности и њеног значаја која се одржава на међународном нивоу 2010. године. Поклапајући се са датумом циља за биодиверзитет 2010, година је проглашена на 61. седници Генералне скупштине Уједињених нација 2006. године.
Требало је да помогне у подизању свести о важности биодиверзитета кроз активности и догађаје, да утиче на доносиоце одлука и „да се биолошку разноврсност подигне ближе врху политичке агенде“. 

## Позадина
Генерална скупштина Уједињених нација је 2010. годину прогласила Међународном годином биодиверзитета (Резолуција 61/203  ). Ова година се поклопила са Циљем биодиверзитета за 2010. који су усвојиле чланице Конвенције о биолошкој разноврсности и шефови држава и влада на Светском самиту за одрживи развој у Јоханесбургу 2002. 
Секретаријат Конвенције о биолошкој разноврсности (Convention on Biological Diversity CBD), са седиштем у Монтреалу, Канада, координирао је кампању Међународне године биодиверзитета.
Конвенција о биолошкој разноврсности, установљена на Самиту о Земљи у Рио де Жанеиру 1992. године, је међународни уговор за очување и одрживо коришћење биодиверзитета и праведну поделу користи од биодиверзитета. Конвенција о биолошкој разноврсности има скоро универзално учешће, са 193 стране.

## Главни циљеви у погледу УН
Главни циљеви Међународне године биодиверзитета били су:
- Повећати свијест јавности о важности очувања биодиверзитета и о основним пријетњама биодиверзитету
- Подићи свест о достигнућима у очувању биодиверзитета које су оствариле заједнице и владе
- Промовисати иновативна решења за смањење претњи по биодиверзитет
- Подстакните појединце, организације и владе да одмах делују како би зауставили губитак биодиверзитета
- Започните дијалог између заинтересованих страна о томе шта да радите у периоду после 2010. године

### Слоган
Биодиверзитет је живот. Биодиверзитет је наш живот. 